# Hernando Herrera
Hernando Herrera Forero (Bogotá, 20 de enero de 1975) es un actor y comediante colombiano de cine y televisión, más conocido en el mundo artístico como "Saya" por su participación en el programa de bromas "También Caerás" del Canal Caracol y por su aparición en varias películas de los directores Gabriel Casilimas y Fernando Ayllón. 

## Actuación
Desde niño se vio inclinado hacia la actuación tipo comedia, fue alumno de varios maestros de la actuación como Kepa Amuchategui y del ya fallecido actor Alfonso Ortiz (quien fuera el creador y director de la escuela de teatro "Caja de Herramientas"), también hizo parte del estudio de actuación de Rubén Di Pietro.
En sus inicios como actor, tuvo la oportunidad de participar en producciones de televisión como "Taro y Fobio" del canal City TV en el año 1999. Luego incursionó como actor y libretista creativo del programa "También Caerás" de Caracol TV en donde estuvo por más de 15 años. También apareció en novelas como "Por amor a Gloria" donde interpretó al personaje "Aristizábal" y en series infantiles como "Planeta Palabra" del canal Señal Colombia y "Wachendó" donde también participó como libretista. Su más reciente participación la hizo para el programa Voz Populi Te Ve donde imitó a varias personalidades como Pacho Santos, entre otros. 
En teatro (una de sus otras pasiones), debutó con el Stand Up Comedy "A lo Vietmam" del comediante Andrés López, luego fue integrante del trio de comediantes "Pa' sus 3" creado por el actor Aníbal Baeza donde realizaron una gira nacional con la temporada llamada "Wachendó"; también participó en la obra de teatro "Re-Casting", una parodia de "Casting" del actor y director Alejandro Aguilar. En el 2011 se lanzó como director de las obras de teatro llamadas "Latin Criollo Aidol" y "Encantadores", actualmente dirige y hace parte de la comedia "Los Bas Bois", personajes que han sido invitados en varias ocasiones al programa Sábados Felices.
En el cine ha hecho parte de producciones bajo la dirección de Gabriel Casilimas en "Agente Ñero Ñero 7" donde interpretó a "Parche" uno de los antagonistas y en "Agente Ñero Ñero 7: comando jungla" como "Moreti" junto al comediante Hassam. En el 2016 participó en la película "Donde están los ladrones" del director Fernando Ayllón donde interpretó al "Teniente Otero". 

## Teatro
| Año  | Título                      | Personaje  |
| ---- | --------------------------- | ---------- |
| 2021 | Los Bas Bois                | "Sayayin"  |
| 2015 | Encantadores                | "Rafael"   |
| 2013 | Cordialmente Imitados       | "Ricky"    |
| 2012 | Re-Casting                  | "Tristian" |
| 2011 | Casting                     | "Perla"    |
| 2011 | Latin Criollo Aidol         | Varios     |
| 2010 | Esa platica se perdió       | Saya       |
| 2006 | Pa' sus 3, Wachendó el Show | Saya       |
| 2005 | Pa' sus 3, Hagamos el humor | Saya       |

## Televisión
| Año  | Programa                 | Personaje          | Canal          |
| ---- | ------------------------ | ------------------ | -------------- |
| 2020 | Voz Populi Te Ve         | Varios             | Caracol TV     |
| 2020 | Sábados Felices          | Los Bas Bois       | Caracol TV     |
| 2019 | En Hora Buena            | Tropimalísima      | City TV        |
| 2018 | Planeta Palabra          | El Experto         | Señal Colombia |
| 2012 | Día a Día                | Parodias           | Caracol TV     |
| 2009 | Wachendó (Serie Animada) | Milton             | Caracol TV     |
| 2005 | Por amor a Gloria        | Aristizabal        | Caracol TV     |
| 2001 | También Caerás           | Cámaras Escondidas | Caracol TV     |
| 1999 | Taro y Fobio             | Taro               | City TV        |

## Cine
| Año  | Título                             | Personaje      |
| ---- | ---------------------------------- | -------------- |
| 2017 | Agente Ñero Ñero 7: Comando Jungla | Moreti         |
| 2016 | Dónde están los ladrones           | Teniente Otero |
| 2016 | Agente Ñero Ñero 7                 | Parche         |